# Dusona minor
Dusona minor är en stekelart som först beskrevs av Léon Abel Provancher 1879.  Dusona minor ingår i släktet Dusona och familjen brokparasitsteklar. Inga underarter finns listade i Catalogue of Life.